# Drei-Männer-Eck

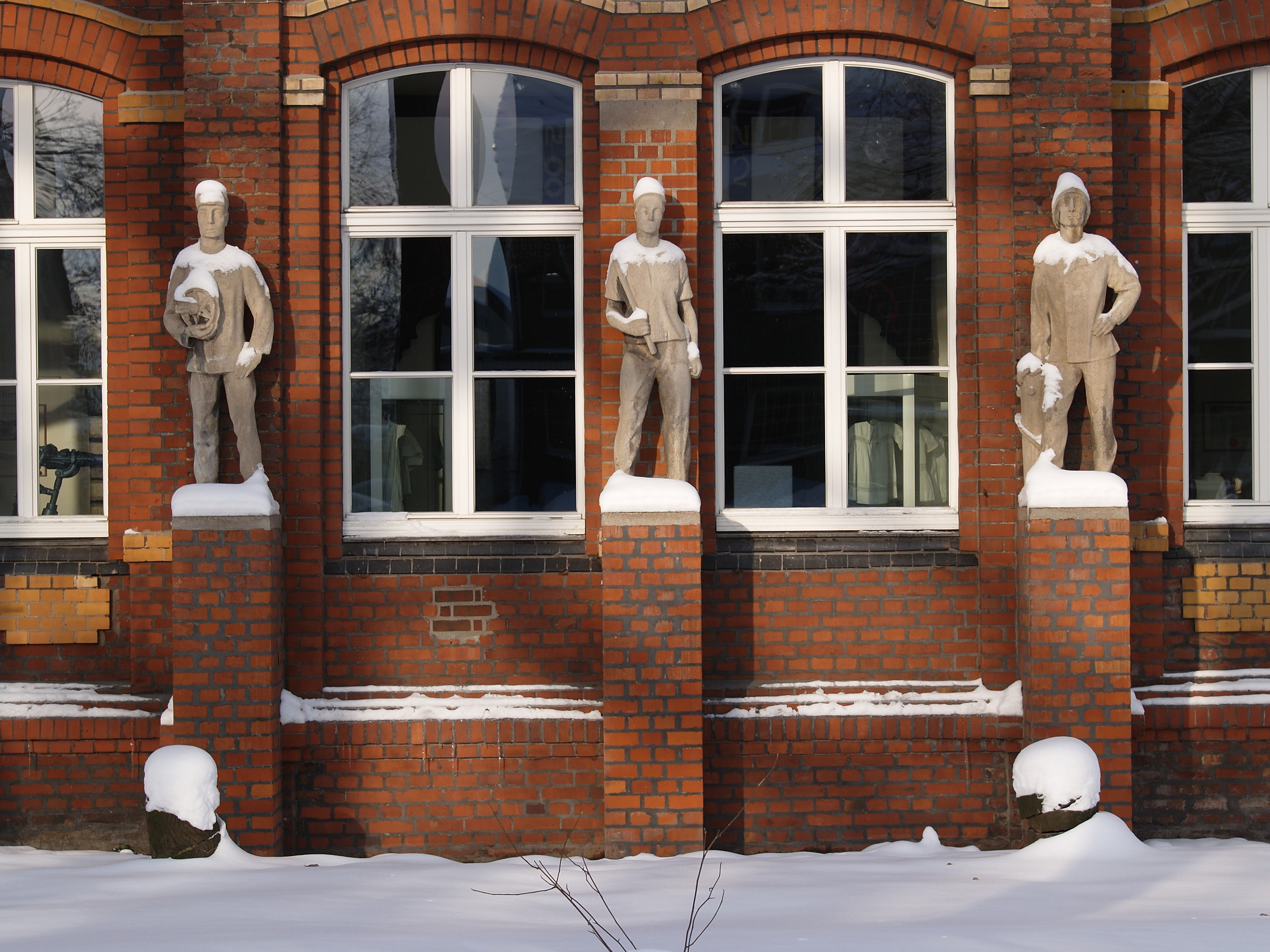
Restaurierte Drei-Männer-Figurengruppe am Heimatmuseum Unser Fritz in Wanne-Eickel

Das Drei-Männer-Eck in Herne-Wanne bezeichnete ursprünglich eine 1927 installierte, von dem Bildhauer und Gewerbeoberlehrer Wilhelm Braun geschaffene dreiteilige Figurengruppe. Sie stellt einen Bergmann, einen Binnenschiffer und einen Eisenbahner dar und sollte damit die tragenden Säulen der Wirtschaft der zum Aufstellungszeitpunkt selbständigen Stadt Wanne-Eickel symbolisieren.
Bald nach der Aufstellung der Statuen an der den Bahndamm unweit des Hauptbahnhofes Wanne-Eickel abschließenden Mauer übertrug sich der Name im Volksmund auch auf das angrenzende Straßengebiet: Der Kreuzungsbereich von Berliner Straße (damalige Herner Straße) und Hauptstraße (damalige Gelsenkirchener Straße) hieß Drei-Männer-Eck. Während die Ortslage den Beinamen behielt, fanden die Statuen 1974 einen neuen Aufstellungsort an dem Gebäude des Heimatmuseums Unser Fritz. Vor dem Hauptbahnhof befinden sich seit 2003 – neu gruppiert – Kopien der Originale.

## Symbolik
- Rechts: Binnenschiffer mit Ölzeug und Südwester, die Hand an einem Prahm als Symbol für den ehemals größten Hafen des Rhein-Herne-Kanals.
- Mitte: Bergmann mit Grubenlampe in der linken und Kohlenhacke in der rechten Hand als Symbol für den Bergbau.
- Links Richtung Bahnhof: Eisenbahner in Uniformrock, in der rechten Hand ein Flügelrad als Symbol für den Wanne-Eickeler Eisenbahnknotenpunkt.[1]

## Geschichte
Durch den Um- und Ausbau des Wanne-Eickeler Hauptbahnhofs und die Erweiterung der an den neu entstandenen Bahndamm anliegenden Straße wurde der Bau einer Stützmauer notwendig. Um die triste Fassade aufzulockern, vergab die Stadt an den Bildhauer und Gewerbeoberlehrer Wilhelm Braun den Auftrag zur Gestaltung der Fläche. Am 16. August 1927 wurden die drei 1,70 Meter großen Statuen aus wetterfestem Muschelkalk an der Nordseite des Wanner Hauptbahnhofs zwischen Bahnhofsüberführung und Bahnhofsgebäude aufgestellt.Lage Dazu wurden sie mit einem Flaschenzug auf die in 2,50 Meter Höhe an der Bahndammmauer angelegten Sockelstützen gehievt und zusätzlich mit Eisen im Mauerwerk gesichert. Nach kurzer Zeit hatte sich im Volksmund die Bezeichnung Drei-Männer-Eck für den Standort etabliert.
Nachdem die Deutsche Bundesbahn als Eigentümerin der Bahndammmauer wegen der Gefährdung der öffentlichen Sicherheit auf Entfernung der durch Luftverschmutzung und als Folge der Fliegerangriffe während des Zweiten Weltkriegs beschädigten Standbilder gedrängt hatte, stimmte der Stadtrat von Wanne-Eickel mit nur einer Stimme Mehrheit zu. Daraufhin wurden die Figuren am 9. Juni 1970 durch die Firma Köhring demontiert und mehrere Jahre auf dem Bauhof der Firma eingelagert. Ihren endgültigen Platz fanden die auf Bestreben des Stadtarchivars Rudolf Zienius vom Bildhauer und Restaurator Günther Stuchtey restaurierten Figuren erst Ende Juni 1974. Seitdem stehen sie an der Vorderfront des Heimatmuseums an der Unser-Fritz-Straße auf den der Fassade vorgemauerten Backsteinsockeln.Lage

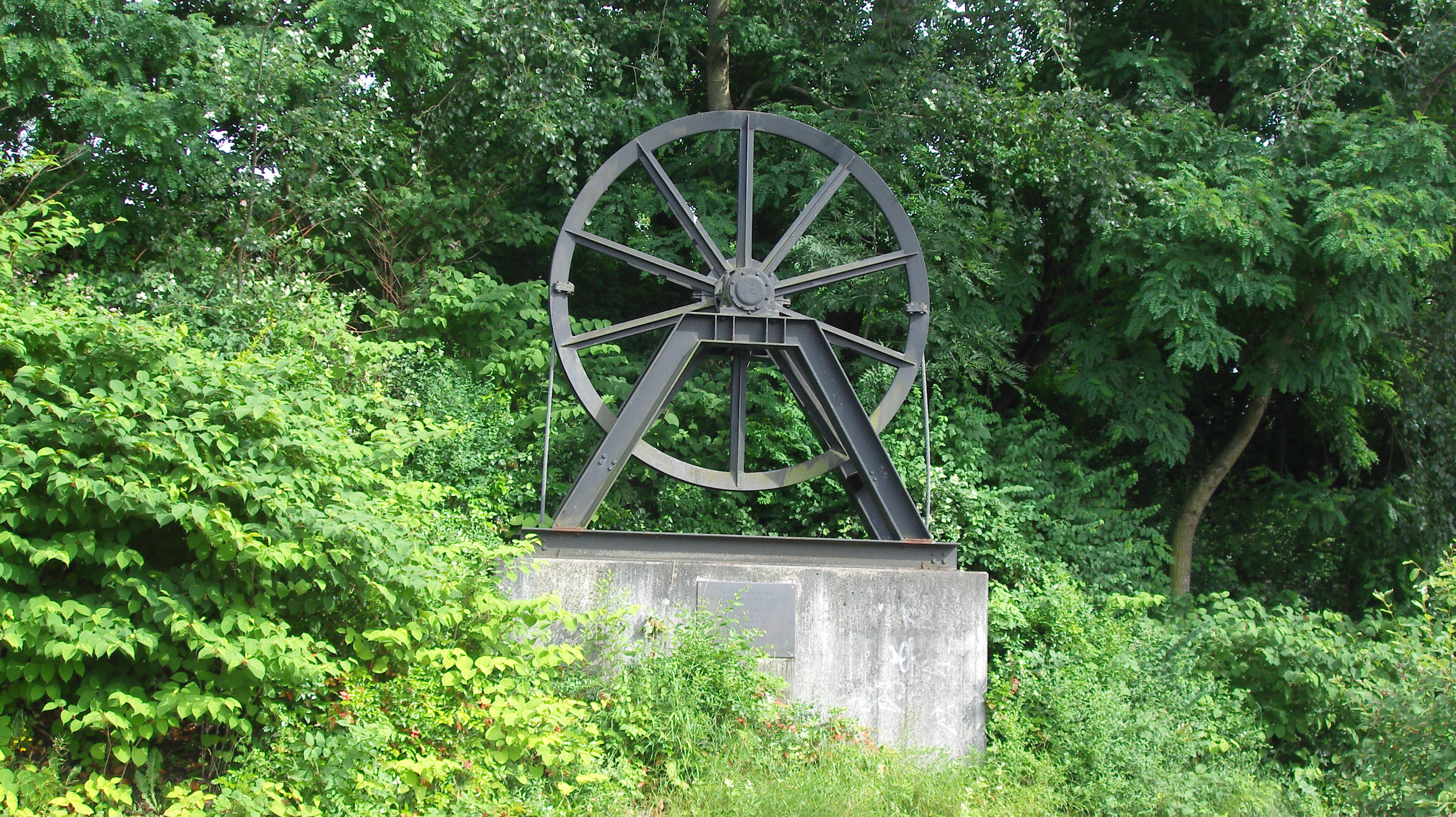
Seilscheibe der Zeche Consolidation
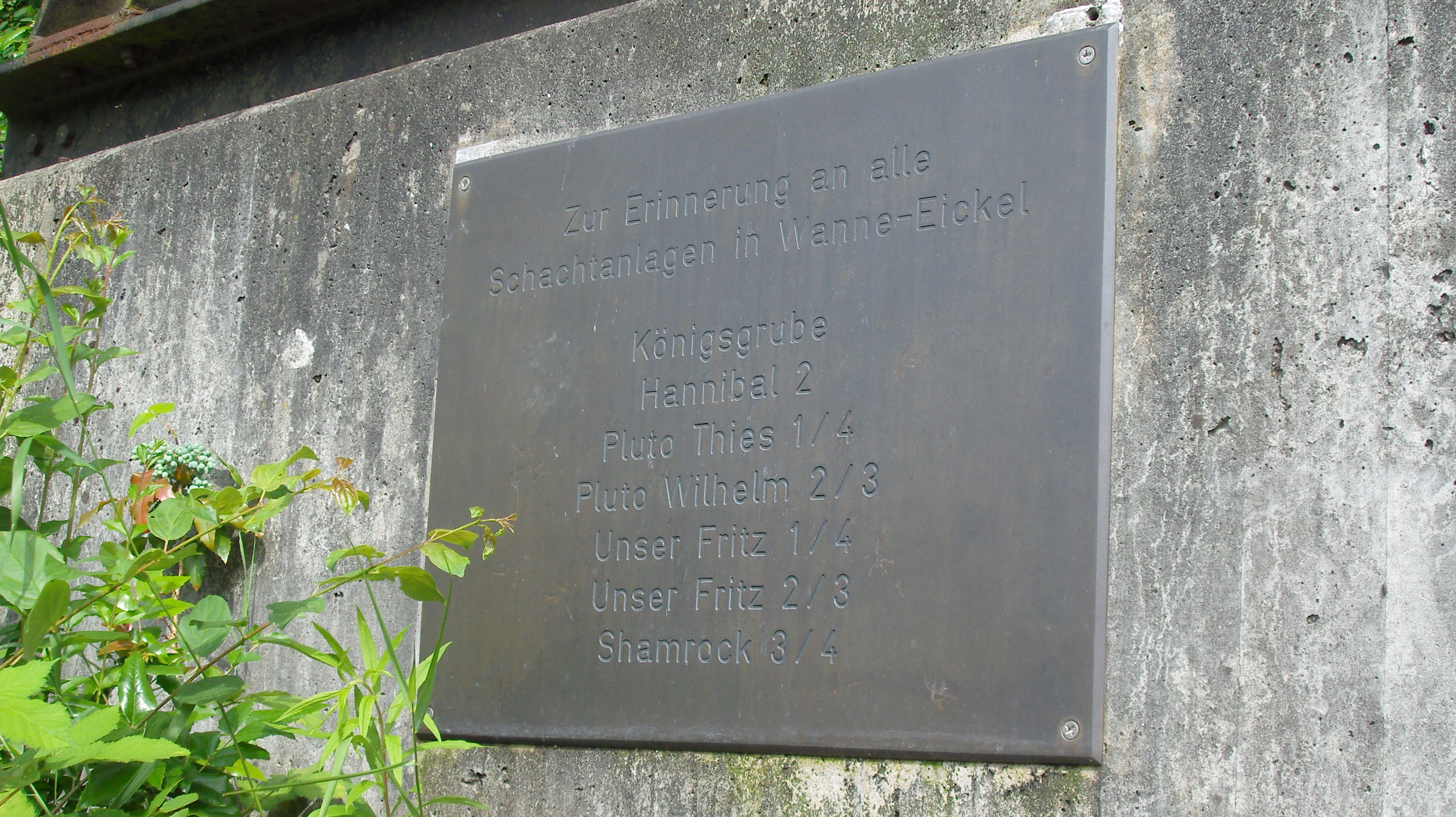
Tafel am Sockel der Seilscheibe zur Erinnerung an alle Schachtanlagen in Wanne-Eickel

Bis zum Abriss der Bahndammmauer im Juni 1988 konnte keine Einigung zwischen Bundesbahn und Stadt über eine Sanierung der Stützmauer erzielt werden, und auch Versuche der Bürgergemeinschaft, die Skulpturen wieder am Drei-Männer-Eck aufzustellen, scheiterten. Nach dem Abriss wurde die Böschung begrünt und eine niedrige Stützmauer errichtet. Im Dezember 1990 wurde zur Erinnerung an die Geschichte des Bergbaus in Wanne-Eickel eine Seilscheibe der Zeche Consolidation an der ursprünglichen Stelle der Skulpturen aufgestellt.

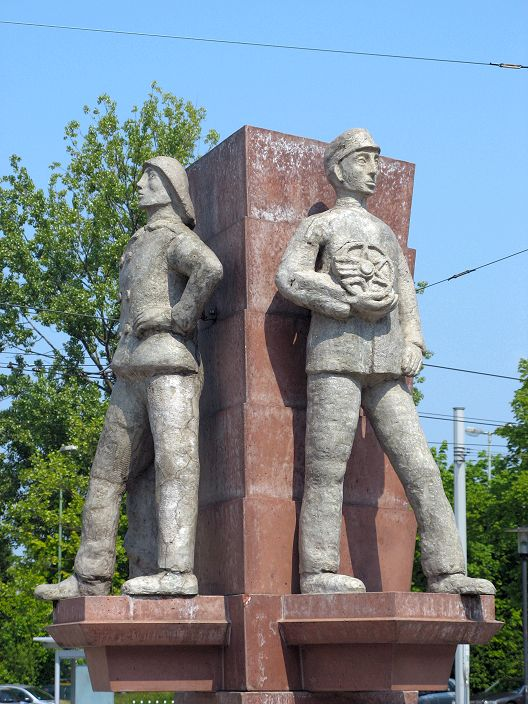
Dreiecksockel vor dem Wanne-Eickeler Hauptbahnhof

Nach Abschluss der Umgestaltung des Bahnhofsvorplatzes schlug der Leiter des Emschertal-Museums, Alexander von Knorre, den Platz vor dem Bahnhof als neuen Standort vor. Um die originale Figurengruppe nicht zu gefährden, einigte sich der Stadtrat schließlich darauf, Nachbildungen durch eine Bochumer Restaurierungswerkstatt fertigen zu lassen. Am 12. August 2003 wurden die Repliken als historische Symbole der Wanne-Eickeler Wirtschaft auf dem Heinz-Rühmann-Platz aufgestellt. Die etwa 1,70 Meter großen Statuen aus mit Dolomitsplit versetztem Beton und einer Monierung aus Edelstahl wurden nicht, wie ursprünglich nebeneinander, sondern auf einer 3,80 Meter hohen, mit rippenförmigen Vorsprüngen versehenen Dreiecksäule angeordnet.